# كنوت ليندبرغ (مصارع رياضي)
كنوت ليندبرغ (بالفنلندية: Knut Lindberg)‏ هو مصارع رياضي فنلندي، ولد في 5 يناير 1880 في Ingå ‏ في فنلندا، وتوفي في 23 يونيو 1930 في هلسنكي في فنلندا.

## وصلات خارجية
- كنوت ليندبرغ على موقع أوليمبيديا (الإنجليزية)